# Jean-Baptiste Roucourt
Jean-Baptiste Roucourt (Brussel, 28 oktober 1780 - aldaar, 1 mei 1849) was een muziekpedagoog, zanger en componist. Hij stichtte de muziekschool die de voorloper was van het Koninklijk Conservatorium van Brussel.

## Kindertijd en opleiding (1780-1812)
Jean-Baptiste Roucourt werd geboren in Brussel in de Oostenrijkse Nederlanden. Zijn vader François Roucourt kwam uit Diest en zijn moeder Catherine Barbe Bormans uit Gingelom in het Prinsbisdom Luik, maar ze woonden in de tijd van Jean-Baptiste's geboorte in Brussel, nabij de Treurenberg. Het huishouden telde minstens twee oudere kinderen, Catherine Henriette en Louis. Jean-Baptiste werd op de dag van zijn geboorte gedoopt in de Sint-Michiels- en Goedelekerk.
In zijn vroege jeugd kreeg hij muziekonderricht van Adriaan-Jozef Van Helmont, die in 1777 zijn vader Karel-Jozef was opgevolgd als zangmeester van Sint-Michiel en Goedele. Aangezien Van Helmont junior echter ook als zanger in dienst was bij de koninklijke kapel, en Van Helmont senior in zijn ontslagbrief had verklaard dat hij zowel het loon als de taken van muziekmeester zou behouden zolang zijn gezondheid hem dat toeliet (dit was destijds een normale manier om zich een pensioenuitkering te verzekeren), is het waarschijnlijk dat de jonge Jean-Baptiste ook les kreeg van Karel-Jozef Van Helmont, totdat deze in 1790 overleed.
Als gevolg van de bezetting van de Nederlanden door Napoleon werden kerkmuziekorganen vanaf 1792 ontbonden, zodat het muziekonderwijs, als het er al was, alleen nog bestond uit individuele privé-initiatieven. Jean-Baptiste's tienerjaren werden gekenmerkt door enkele gewapende conflicten tussen de Franse bezetter en de Oostenrijkse keizer in 1794, en revolutionaire campagnes in 1794 en 1796, waarbij kunstwerken uit kerken en kloosters naar Parijs werden gestuurd of vernietigd. Aldus werd de kunstsector gecentraliseerd: de beeldende kunst in het Couvent des Petits-Augustins vanaf 1790, en de muziek in het Conservatorium van Parijs vanaf 1795.
Jean-Baptiste werd in februari 1802 toegelaten aan het Conservatorium van Parijs. Daar kreeg hij zangles bij Vincenzo Fiocchi en Charles-Henri Plantade, en volgens sommige bronnen ook bij de legendarische Pierre-Jean Garat. Na het overlijden van zijn vader in 1805 en zijn moeder in 1808, verdiende Jean-Baptiste de kost met lesgeven en componeren. Zijn liedbundel Six romances, opgedragen aan mevrouw de Néverlée, werd in 1808 uitgegeven bij Pleyel in Parijs, wat doet vermoeden dat hij na zijn afstuderen een tijd daar bleef.

## Roucourts school voor zang en voordracht (1812-1830)
Roucourts belangrijkste verwezenlijking was de school voor zang en voordracht die hij in oktober 1813 opende.
Nadat het muziekonderwijs door de Franse Revolutie aanzienlijk was ontwricht, werden in het begin van de 19e eeuw allerlei initiatieven genomen om het opnieuw op te bouwen. Nieuwe pedagogische methoden werden ontwikkeld in het keizerrijk en onder de Restauratie, zoals die van Lancaster (1798), Choron (1816) en Galin (1818), en vanaf 1806 werd het Conservatorium van Parijs uitgebreid met succursales; dit waren gratis zang- en acteerscholen voor getalenteerde jongeren die zich geen privélessen konden veroorloven. In de Lage Landen, waar geen seculiere muziekscholen bestonden van het conservatoriumtype, was Roucourt een pionier toen hij in 1812 onderhandelde om een succursale in Brussel te stichten. Hij werd eveneens corresponderend lid van de Muziekacademie die in hetzelfde jaar binnen de Vereniging voor Schone Kunsten en Letteren van Gent werd opgericht. In zijn kielzog werden in Brussel nog meer muziekscholen opgericht: in 1816 door Joseph-Henri Mees en François-Joseph Snel volgens de methoden van Choron en Galin, in 1821 een andere muziekschool van Snel volgens de methode van Massimino en het monitorenonderwijs, en in 1821 een zangschool van Le Camus volgens de methode van Wilhem.
Roucourts school voor zang en voordracht werd gefinancierd door de stad Brussel en was gevestigd in het paleis van Karel van Lotharingen, dat toen tevens dienst deed als museum. Het personeel beperkte zich tot Roucourt zelf als zangleraar en directeur, en Adriaan-Jozef Van Helmont die notenleer gaf, en het studentenaantal bedroeg ongeveer 20. De gebruikte pedagogie was het monitorenonderwijs, waarbij de leraar alleen aan de meest gevorderde studenten lesgeeft, die zelf groepen beginners onderrichten — deze methode liet massale scholing toe aan lagere kosten. In 1820 publiceerde Roucourt een handboek met zangoefeningen, getiteld Essai sur la théorie du chant, waarin hij het monitorenonderwijs aanbeveelde voor zang. Deze methode zou echter later bekritiseerd worden door Fétis.
Toen de geallieerden halverwege het eerste schooljaar Brussel binnenvielen, verloor de school twee derde van haar leerlingen, maar ze overleefde de regimewissel naar het Verenigd Koninkrijk der Nederlanden. Hoewel de diensten van Roucourt de eerste drie jaar niet werden vergoed, moest hij voortdurend strijd leveren om middelen van de stad te krijgen; het lijkt erop dat de financiering tussen 1818 en 1820 stilviel.
In 1825 besloot de Nederlandse regering te investeren in muziekonderwijs en vier muziekscholen op te richten: twee in de Noordelijke Nederlanden (in Den Haag en in Amsterdam) en, wafelijzergewijze, twee in de Zuidelijke Nederlanden (in Luik en Brussel). Wat Brussel betreft werd ervoor gekozen om de bestaande school van Roucourt samen te voegen met de vioolklas die Nicolas-Lambert Wéry een jaar eerder was gestart, en die te subsidiëren. Zo werd de zangschool de facto uitgebreid met een strijkafdeling. Dankbaar componeerde Roucourt een geestelijke cantate voor het huwelijk van de Prins van Nassau, die op 13 juli 1825 in het stadhuis van Brussel werd uitgevoerd. Ook zijn lied L'exilé, geschreven voor de slachtoffers van de overstroming van 1825 in Nederland, was wellicht een gebaar naar de Nederlanders. De school werd in 1826 officieel een koninklijke muziekschool en werd in 1827 verhuisd naar het Palais Granvelle (waar nu de Ravensteyngalerij is). Door deze ontwikkeling kon ze worden uitgebreid met meerdere klassen; met name werd het advies van Anton Reicha gevraagd voor de aanwerving van een compositieleraar, wat leidde tot de benoeming van Charles Louis Hanssens. Tegen 1828 waren de middelen die vroeger toegekend door de stad Brussel, vervangen en verhoogd door de Regentie van Brussel, er waren nog meer klassen toegevoegd en het aantal studenten was gestegen tot ongeveer 120. Roucourt verloor echter bij deze operatie het directeurschap en de bijhorende wedde, en werd gewoon leraar in een instelling bestuurd door een commissie die verantwoording aflegde aan Den Haag. Een van de Nederlandse eisen was dat de lessen in de Nederlandse taal moesten worden gegeven, maar dat is nooit gelukt; Van Helmont en Borremans waren Vlamingen en Roucourt was ook Vlaams, zij het Frans geschoold, maar veel andere leraren waren Franstalig (zoals Wéry) of Frans (zoals Platel). 
Door de Belgische Revolutie in augustus 1830 werd het koninklijk patent, dat de koninklijke school instelde, nietig. Omdat het merendeel van het personeel bovendien tijdelijk de stad verliet, werden de lessen opgeschort voor het schooljaar 1830-1831. De klaslokalen werden ingenomen door een tekenacademie en de inboedel van de school werd tijdelijk opgeslagen in een pand van de prins van Chimay, die een beschermheer van de school en in het bijzonder van Wéry was. Ondanks pogingen van Roucourt en Wéry om de lessen het volgende jaar te hervatten, duurde het tot november 1831 voordat de regering en de nieuwe burgemeester Rouppe besloten dat de school door een andere instelling moest worden vervangen. Roucourt werd eervol ontslagen, Hanssens, die zich tijdens de revolutie had gecompromitteerd, verhuisde naar Parijs en Van Helmont was eind 1830 overleden; op die drie na werd het voltallige personeel opnieuw tewerkgesteld in het Koninklijk Conservatorium van Brussel dat in 1832 werd opgericht.

## Latere leven (1830-1849)
In tegenstelling tot Adriaan-Jozef Van Helmont, die vrijmetselaar en notoir patriottisch was, had Jean-Baptiste Roucourt geen uitgesproken politieke opvattingen. Niettemin waren zijn gunsten aan de Nederlandse kroon voldoende om hem na de Belgische onafhankelijkheid te ontslaan - weliswaar eervol - ook al had hij niet persoonlijk van die gunsten geprofiteerd, aangezien hem de titel en wedde van ere-rector in 1827 waren ontzegd.
Na de sluiting van zijn school verdween Jean-Baptiste Roucourt enigszins uit het openbare leven. Hij was begin vijftig en had met Thérèse Mathilde Dept twee jonge kinderen, Anne Louise Flore geboren in 1829 en Louis Edouard in 1833. In 1835 was hij gedomicilieerd in de Onze-Lieve-Vrouw-ter-Sneeuwstraat, in een wijk (nu Vrijheidswijk) die toen overbevolkt was en een slechte reputatie had.
Hij stierf op 1 mei 1849 in de Boomstraat 19, werd twee dagen later begraven in Sint-Joost-ten-Node, maar de uitvaartplechtigheid vond pas plaats op 10 mei in de Sint-Mariakerk in Schaarbeek .

## Oeuvre
Jean-Baptiste Roucourt componeerde uitsluitend vocale muziek en voornamelijk 'romances'. 'Romances' waren een licht genre van strofische monodie, dat sinds ongeveer 1750 populair was in Frankrijk en dat het belangrijkste liedgenre bleef totdat het serieuzere Duitse 'Lied' rond 1830 er ingang vond.
Er bestaat geen repertorium van Roucourts werken en zijn composities zijn ongenummerd en zelden gedateerd. Hier volgt een niet-limitatieve lijst van werken:

#### Romances
- Romance du maréchal de Saxe sur la mort de Mademoiselle Lecouvreur. Opgedragen aan mevrouw Boscary de Villeplaine (vóór 1808/9)
- Six romances avec accompagnement de piano ou harpe (1808)Jean-Baptiste Roucourt, Six romances, no. 5
- Romance d'Alfred (1815)
- Les deux soeurs de la charité (vóór 1822)Jean-Baptiste Roucourt, Les deux soeurs de la charité
- L'exilé (1825)
- Le secret de ma vie. Opgedragen aan mevrouw Boscary de Villeplaine
- La solitude (romance). Opgedragen aan mevrouw Lenoble
- Trois romances. Opgedragen aan meneer Plantade
- Le bon troubadour. Opgedragen aan Gravin du Taillis
- La fauvette. Opgedragen aan mevrouw Boscary
- Zoé ou la provençale
- Plaisir et tourment
- Le rendez-vous du matin
- La tombe du pauvre
- Il est parti. Bollero
- Chanson comme une autre
- Souvenirs du soir
- Le départ
- Suite du bon troubadour
- Les œillets, mélodie avec accompagnement de lyre ou de guitare

#### Geestelijke werken
- Ave verum voor 4-stemmig koor
- 2 Benedictus voor 4-stemmig koor
- O salutaris voor 4-stemmig koor
- Salve regina voor 4-stemmig koor
- Ave Maria voor sopraan solo
- Ecce panis voor tenor solo
- Verbum caro, cantate voor bas solo met koor en orkest, gecomponeerd voor het huwelijk van de Prins van Nassau (1825)

## Verdere literatuur
- Mailly, Edouard. Les origines du conservatoire royal de musique de Bruxelles. Brussel: Hayez, 1879. 124 p.
- Pinsart, Gérard. “Aspects de l’enseignement musical à Bruxelles sous le régime hollandais (1815-1830)”. Revue belge de Musicologie / Belgisch Tijdschrift voor Muziekwetenschap, 1980/1981, Vol. 34/35 (1980/1981), pp. 164-197.
- Thieffry, Sandrine. "Jean-Baptiste Roucourt" in MGG Online, online gepubliceerd Nov. 2016.
- Roucourt, Jean-Baptiste. Essai sur la théorie du chant. Brussels: Weissenbruch, 1821. 110p. + 40 planches lithographiées.